# Pavel Horváth
Pavel Horváth (født 22. april 1975) er en tjekkisk tidligere fodboldspiller. Han spillede gennem karrieren 19 kampe for det tjekkiske landshold.

## Tjekkiets fodboldlandshold
| Tjekkiets landshold | Tjekkiets landshold | Tjekkiets landshold |
| År                  | Kmp                 | Mål                 |
| ------------------- | ------------------- | ------------------- |
| 1999                | 6                   | 0                   |
| 2000                | 8                   | 0                   |
| 2001                | 2                   | 0                   |
| 2002                | 3                   | 0                   |
| Total               | 19                  | 0                   |